# 连岳

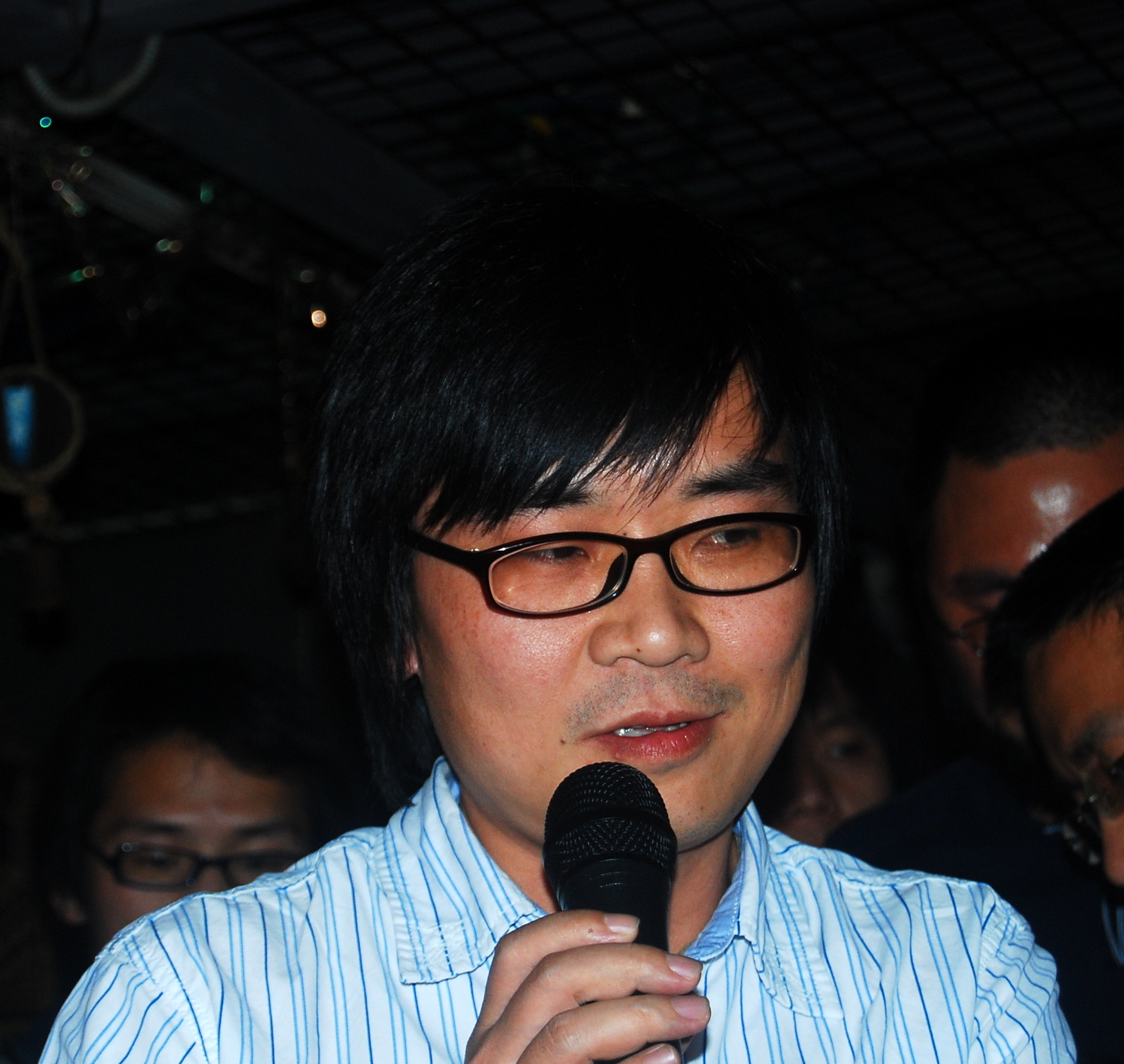
连岳

连岳（1970年6月1日—），本名钟晓勇，是中國批评家和网志作者，福建长汀人，现居日本。1990年开始当教师，1994年担任检察官，1997年担任某地方报记者，2000年担任《南方周末》记者，2001年为《21世纪经济报道》编辑，2002年辞去公职成为专职专栏作家。专栏内容主要为国内外政治评论（以针砭时弊为主），以及情感问答。出版作品有《来去自由》、《我是鸡汤》。

## 作为专栏作家

### 《南方周末》专栏：
- “冥想”专栏
- “数字神经”专栏
- “自以为是”专栏
- “连城诀”专栏
- “在巴黎”专栏
- “如是我闻”专栏
- “我是鸡汤”专栏

### 其他报纸与专栏

#### 《南方都市报》
（待补充）

#### 《城市画报》
（待补充）

#### 《第一财经日报》
圣专栏

#### 《外滩画报》
（待补充）

#### 《上海壹周》
“我是鸡汤”专栏

#### 《潇湘晨报》
（待补充）

## 作为网志作者
连岳曾为牛博网主力网志作者。
在厦门PX项目遭受广大厦门市民质疑之际，连岳在博客里支持市民为环境抗争。《华盛顿邮报》报道此事时提到了连岳和他的博客。
“钟通过他的博客发布赵的疑问并将它在厦门公众中传播。钟，今年37岁，以在报刊杂志上发表自由评论为生，他的妻子是一位律师，在这个城市有一份稳定的工作。结果是，相对于他在厦门报业和电视媒体的同行来说，钟较少受到来自厦门市委宣传部的压力，而他的同行如果公然藐视政府命令，则会面临失去薪水、医保、住房津贴及其他权益的危险。“他们很害怕，”他说，“对于我来说，我不依靠任何单位，所以也少有这方面的担忧。如果我也有一份常规的工作，我也许不会这么做。”
2007年11月15日，连岳所运营的博客在由德国之声主办的国际博客大赛中荣获“2007最佳中文博客”的头衔。
在四川汶川大地震发生之后，连岳在博客中对政府提出了尖锐的批评。有观点指，连岳把焦点错误地集中在了地震可以预报而政府似乎瞒报方面，其言论混淆了地震速报和地震预报，在阐述观点时玩弄文字游戏，故引起了批评。连岳没有就地震预报的错误进行公开澄清。
在2020年代初期，连岳的文章以爱国宣传为主要基调。他自称目前定居于厦门，并曾公开发表过表达坚定爱国情怀的言论，如“绝不离开祖国”等。2022年4月，微信官方声明要实行展示用戶ip归属地的举措，随后，连岳在其运营的微信公众号上发表批评日本的文章时，其发布时所使用的IP地址归属地位于日本。在其过往发布的文章里，他多次提推广日本产品。连岳的IP归属地位于日本被曝光后，他自称是在日本治病。然而，这一说法遭到了外界的质疑。

## 争议言论

### 宣称西方“笑贫不笑娼”
连岳2013年在《笑贫不笑娼是正常的》一文中提到“一个有自由的国家，一个公民有权利的国家，一个尊重财产权的国家，一个想繁荣的国家，一个人与人互相尊重的国家，一个爱好和平的国家，一个好国家，色情业必然应该合法化。成年人有卖淫嫖娼的自由，在进行性交易时，不用担心任何人的打扰.... 剥夺一个人卖淫的自由，就是局部奴役此人，甚至让此人陷于永远贫穷。”
连岳的观点招致了很大的非议。很多评论指出西方的主流舆论绝不是笑贫不笑娼。卖淫嫖娼在世界大多数国家都是非法或是嚴加管理的，如日本色情业其實也是走灰色地帶的。以美國为例（内华达部分地区除外），经常甚至定期公布抓获的嫖客名单及其头像。

## 著作
- 《来去自由》2003年  四川人民出版社（《南方周末》专栏结集）
- 《我是鸡汤》2003年 华东师大出版社（专栏结集）
- 《神了》2006年  中国友谊出版公司（《第一财经日报》“圣专栏”结集，圣经阅读笔记、时政点评）
- 《格列佛再游记》2007年 中国电影出版社（长篇小说）
- 《我爱问连岳》2007年 作家出版社（情感问答专栏结集）
- 《我爱问连岳II》 2008年5月 作家出版社 （情感问答专栏结集）
- 《我爱问连岳III》 2009年8月 作家出版社 （情感问答专栏结集）
- 《我爱问连岳IV》 2010年9月 作家出版社 （情感问答专栏结集）
- 《连岳说：神了》 2011年7月 时代文艺出版社 （再版）